# يوناتان غريسل
يوناتان غريسل (من مواليد 30 أكتوبر 1936 في كليفلاند، أوهايو ) هو عالم زراعي إسرائيلي وأستاذ فخري في معهد وايزمان للعلوم في رحوفوت، إسرائيل.  يعد غريسل "مؤيدًا قويًا لاستخدام التقنيات الوراثية الحديثة لتحسين الزراعة" خاصة في العالم الثالث والبلدان النامية مثل أفريقيا. 
في عام 2010، حصل غريسل على أعلى جائزة مدنية في إسرائيل،  وهي جائزة إسرائيل، لعمله في مجال الزراعة.

## أوائل حياته
وُلِد جوناثان بن غريسل في 30 أكتوبر 1936 في كليفلاند في ولاية أوهايو بالولايات المتحدة، وهاجر إلى إسرائيل مع عائلته،  في عام 1950 في سن الرابعة عشرة. 

## التعليم
أنهى غريسل تعليمه الثانوي في مدرسة بارديس حنا الزراعية الثانوية في إسرائيل عام 1955. وعاد إلى الولايات المتحدة، حيث حصل على درجة البكالوريوس في علوم النبات في جامعة ولاية أوهايو. ثم التحق بجامعة ويسكونسن حيث حصل على درجة الماجستير في علم النبات (فسيولوجيا النبات) في عام 1957 تحت إشراف فولك ك. سكوغ، وحصل على درجة الدكتوراه في عام 1962 تحت إشراف لوروي ج. هولم، وإلدون إتش. نيوكومب، وآر إتش بوريس.

## الحياة المهنية
انضم غريسل إلى معهد وايزمان للعلوم في رحوفوت في إسرائيل في عام 1962، وعمل في قسم الكيمياء الحيوية.  في عام 1963 انتقل إلى قسم علم الوراثة النباتية (الذي أصبح فيما بعد قسم علوم النبات والبيئة). ولعدة سنوات، شغل كرسي جيلبرت دي بوتون لعلوم النبات.  واعتبارًا من عام 2005، أصبح أستاذًا فخريًا في معهد وايزمان.
قام غريسل بتحرير العديد من المجلات، بما في ذلك مجلة علوم النبات Plant Science وغيرها في هذا المجال. وقام بالتدريس في دورات تدريبية حول السلامة البيولوجية المعدلة وراثيًا لصالح منظمة الأمم المتحدة للتنمية الصناعية (UNIDO). 
ينتمي غريسل إلى الجمعية الأمريكية لعلماء الأحياء النباتية، والجمعية الدولية لعلوم الأعشاب، وسيجما كاي. وهو عضو فخري في جمعية علوم الأعشاب الأمريكية. شغل منصب رئيس الجمعية الدولية لعلوم الأعشاب من عام 1997 إلى عام 1999.
في عام 2008 شارك جوناثان غريسل في تأسيس شركة ترانس ألجي TransAlgae. 

## أبحاثه
يأتي ثلثا الطعام الذي يتناوله البشر من أربعة أنواع رئيسية من النباتات فقط: القمح والأرز والذرة وفول الصويا.  تاريخيًا، أدى الاعتماد على المحاصيل المتجانسة وراثيًا إلى تعريض السكان البشر لخطر فشل المحاصيل الكارثي مثل فشل البطاطس الأوروبي والمجاعة الكبرى في أيرلندا.  طوال القرن العشرين، ركزت زراعة النباتات على زيادة الإنتاجية الزراعية، في حين تم استخدام المبيدات الحشرية ومبيدات الأعشاب على نطاق واسع لزيادة الغلة. وقد أثيرت مخاوف بشأن الاعتماد على الوسائل الكيميائية لمكافحة الأعشاب الضارة، وقدرة الآفات والأعشاب الضارة على تطوير مقاومة للمبيدات الحشرية ومبيدات الأعشاب. 
قام جوناثان غريسل ولي سيجل بتطوير أول نموذج محاكاة لتطوير مقاومة مبيدات الأعشاب، ثم قاموا بعد ذلك بتعديله وتوسيعه. واستخدمت نماذجهم على نطاق واسع للتنبؤ ودراسة التطور المحتمل لمقاومة مبيدات الأعشاب.    في عام 1982، قام غريسل وهومر ليبارون بتحرير أول كتاب يتم نشره عن مقاومة مبيدات الأعشاب في النباتات.
كانت النماذج الأولى التي وضعها غريسل وسيجل بسيطة نسبيًا، وتميل إلى التنبؤ بنتائج متشائمة فيما يتعلق بتطور المقاومة وإدارتها. نماذجهم اللاحقة أكثر تعقيدًا وتقترح مجموعة متنوعة من الخيارات لإدارة مقاومة مبيدات الأعشاب.     في عام 1991، أبلغ غريسل عن عدد من الخصائص التي تميل إلى الارتباط بالنباتات التي تطور مقاومة لمبيدات الأعشاب: 1) نباتات حولية عشبية 2) ذاتية التلقيح 3) توجد في الموائل الزراعية 4) مستعمرات 5) لها قدرة إنتاجية عالية 6) ذات تنوع جيني معقد (الأنماط الظاهرية متعددة الأشكال)  
بافتراض حدوث تغير وراثي في سمة معينة في مجتمع ما، فإن المعدل الذي يتطور به هذا التغير سوف يعتمد على طريقة وراثة السمات، وكثافة الاختيار في المجتمع. يختلف معدل ظهور الأفراد المقاومين بشكل طبيعي في مجموعة سكانية باختلاف أنواع النباتات. يمكن أن يؤدي الاستخدام المستمر لمبيدات الأعشاب إلى اختيار متكرر، مما يؤدي إلى تحول في اللياقة البدنية المتوسطة في السكان بسبب التعرض لمبيدات الأعشاب.
الأفراد المقاومون في مجموعة سكانية سوف ينتجون جينات للجيل التالي، في حين أن الأفراد غير المقاومين لا يعيشون للقيام بذلك. سوف يؤدي الضغط الانتقائي إلى رفع نسبة الأفراد المقاومين في الجيل القادم. إن معدل ظهور مقاومة مبيدات الأعشاب في مجموعة من الأعشاب الضارة يعتمد على عوامل مثل التردد الأولي للأفراد المقاومين، وعدد الأفراد في المجموعة الذين يتم علاجهم، وطريقة وراثة الجين أو الجينات المعنية، وطبيعة ومدى استخدام مبيدات الأعشاب.  
لقد درس غريسل على نطاق واسع ممارسات مكافحة الأعشاب الضارة، مع التركيز بشكل خاص على البلدان النامية حيث قد لا يملك المزارعون الموارد اللازمة لشراء واستخدام مبيدات الأعشاب الباهظة الثمن.   يعد تدوير مبيدات الأعشاب أحد أنواع ممارسات الإدارة التي قد تؤدي إلى إبطاء تطور النباتات المقاومة لمبيدات الأعشاب.     في كتابه علم الأحياء الجزيئي لمكافحة الأعشاب الضارة (2002) يستعرض غريسل أيضًا الأساليب الممكنة مثل تطوير أنواع النباتات التي يمكنها إنتاج مواد كيميائية مضادة للأعشاب الضارة وتطوير الحشرات ومسببات الأمراض النباتية التي يمكن أن تعمل كعوامل تحكم بيولوجي من خلال استهداف الأعشاب الضارة المقاومة لمبيدات الأعشاب. 
في السنوات الأخيرة، ركز غريسل على خيارات التحكم في الأعشاب الضارة الطفيلية الجذرية الهالوك  ونبات دغل الساحرة.   وتكتسب هذه الأعشاب أهمية خاصة في منطقة الشرق الأوسط وجنوب الصحراء الكبرى في أفريقيا، حيث يمكن أن تتسبب في خسارة المزارعين لنصف محصولهم المحتمل وتسبب أضراراً بيئية طويلة الأمد. وقد طور غريسل بذور ذرة مقاومة لمبيدات الأعشاب مغطاة بالمبيدات الحشرية، وهي متاحة الآن تجارياً في كينيا وأوغندا.   
يُعرف غريسل أيضًا باختراع الرمز الشريطي الحيوي. وقد اقترح إنشاء مستودع عام عالمي لتتبع المواد البيولوجية المشفرة بيولوجيًا. سيتم استخدام تقنيات تعتمد على تفاعل البوليميراز المتسلسل لإنشاء وتعيين وتحديد تسلسلات النوكليوتيدات التي يمكن التعرف عليها من خلال البادئات العالمية. هناك مجموعة متنوعة من الأسباب لاستخدام الباركود الحيوي، بما في ذلك حماية الكائنات الحية الحاصلة على براءات اختراع، واكتشاف الكائنات المعدلة وراثيًا، وتتبع انتشار المواد الجينية. ويقترح غريسل أن مثل هذا النظام من شأنه أن يعود بالفائدة على الصناعة والجهات التنظيمية ودافعي الضرائب.  
ويتعلق جانب آخر من أبحاث غريسلز بتطور النباتات التلقائية (النباتات التي تنبت في السنوات اللاحقة، بعد حصاد المحصول) والنباتات البرية (المشتقة من المحاصيل التي أصبحت غير مستأنسة). إن فهم العمليات في تدجين المحاصيل وإزالة تدجينها أمر مهم بشكل خاص مع قيام العلماء بتطوير المحاصيل المعدلة وراثيًا وتسويقها.
في عام 2005، قام غريسل بتحرير كتاب وحشية المحاصيل والتلقائية، وهو أول كتاب نُشر حول هذا الموضوع.  
في عام 2008، نشر غريسل كتاب السقوف الزجاجية الجينية: الهندسة الوراثية من أجل التنوع البيولوجي للمحاصيل، وهو دراسة دقيقة ومفصلة للتطبيق المحتمل لعلوم النبات مثل علم الأحياء الجزيئي والهندسة الوراثية على السياسات الزراعية العالمية. ويناقش القيود والتعديلات الجينية المحتملة لأربعة عشر محصولا غير مستغلة بشكل كاف. ويصف الطرق التي يمكن من خلالها استخدام علوم النبات لتوسيع التنوع البيولوجي، ومعالجة المشاكل الزراعية، وحماية البيئة. 
في عام 2008، شارك جوناثان غريسل في تأسيس شركة ترانس ألجي TransAlgae، مع ابنه نعوم غريسل وآخرين.
كان هدفه تطوير الطحالب المعدلة وراثيا للنمو في مفاعلات داخلية وخارجية مخصصة بحيث تكون مقاومة لاستعمار أنواع أخرى من الطحالب والبكتيريا. يمكن أن تكون الطحالب المصممة وراثيا، جنبا إلى جنب مع الوسط الأمثل ونظام النمو، متخصصة لشريك معين. ولمعالجة القيود المفروضة على توفر المياه، تم تصميم الأنظمة للعمل إما بالمياه العذبة أو مياه البحر. في حالة الإطلاق العرضي، تم تصميم الطحالب لتموت خلال بضع ساعات، لمنع هروبها إلى البرية.  تشمل التطبيقات المحتملة للطحالب المتخصصة المواد الخام للوقود الحيوي،   وأعلاف الحيوانات،  وتوصيل الأدوية.  وقد تقدم غريسل بطلبات للحصول على 21 براءة اختراع على الأقل أو حصل عليها.

## الجوائز
- في عام 2010، حصل غريسل على أعلى جائزة مدنية في إسرائيل، وهي جائزة إسرائيل في فئة الزراعة [42] عن "دراساته الرائدة في الآليات الجزيئية التي تسمح بإبادة الأعشاب الضارة في الزراعة". [43]
- 2008، جائزة الإنجاز الدولي المتميز، الجمعية الدولية لعلوم الأعشاب [44]
- 2007، جائزة فخرية من جمعية علوم الأعشاب الضارة في إسرائيل
- 1992، زميل فخري من جمعية علوم الأعشاب الضارة الأمريكية [45]
- 1979، جائزة كوهين في وقاية النبات، منظمة البحوث الزراعية الإسرائيلية، للعمل على النماذج الخلوية والرياضية لدراسة تأثيرات مبيدات الأعشاب (مع الدكتور س. زيلكاه)
- 1967، جائزة سارة ليدي لأفضل عالمة شابة، معهد وايزمان للعلوم

## المنشورات
نشر غريسل أكثر من 300 مقالة في مجلات محكمة وفصول كتب، بالإضافة إلى ثمانية كتب. يُعد كتابه "مقاومة مبيدات الأعشاب في النباتا" (1982) و"وحشية المحاصيل ولتلقائية" (2005) أول الكتب التي تناولت هذه الموضوعات. 